# Gustav Koken
Pour les articles homonymes, voir Koken.
Gustav Heinrich Julius Koken (né le 8 août 1850 à Hanovre, mort le 6 juillet 1910 dans la même ville) est un peintre hanovrien.

## Biographie
Gustav Koken est le neveu d'Edmund Koken et le père d'Änne Koken (de).
Gustav Koken reçoit d'abord des cours de peinture de son oncle Edmund Koken. Après avoir quitté Hanovre pendant un certain temps pour entreprendre de longs voyages, il commence à étudier à l'école des beaux-arts de Weimar auprès de Theodor Hagen en janvier 1872. En plus de la peinture, il est aussi graveur. Jusqu'en 1878, il a son propre atelier à Weimar.

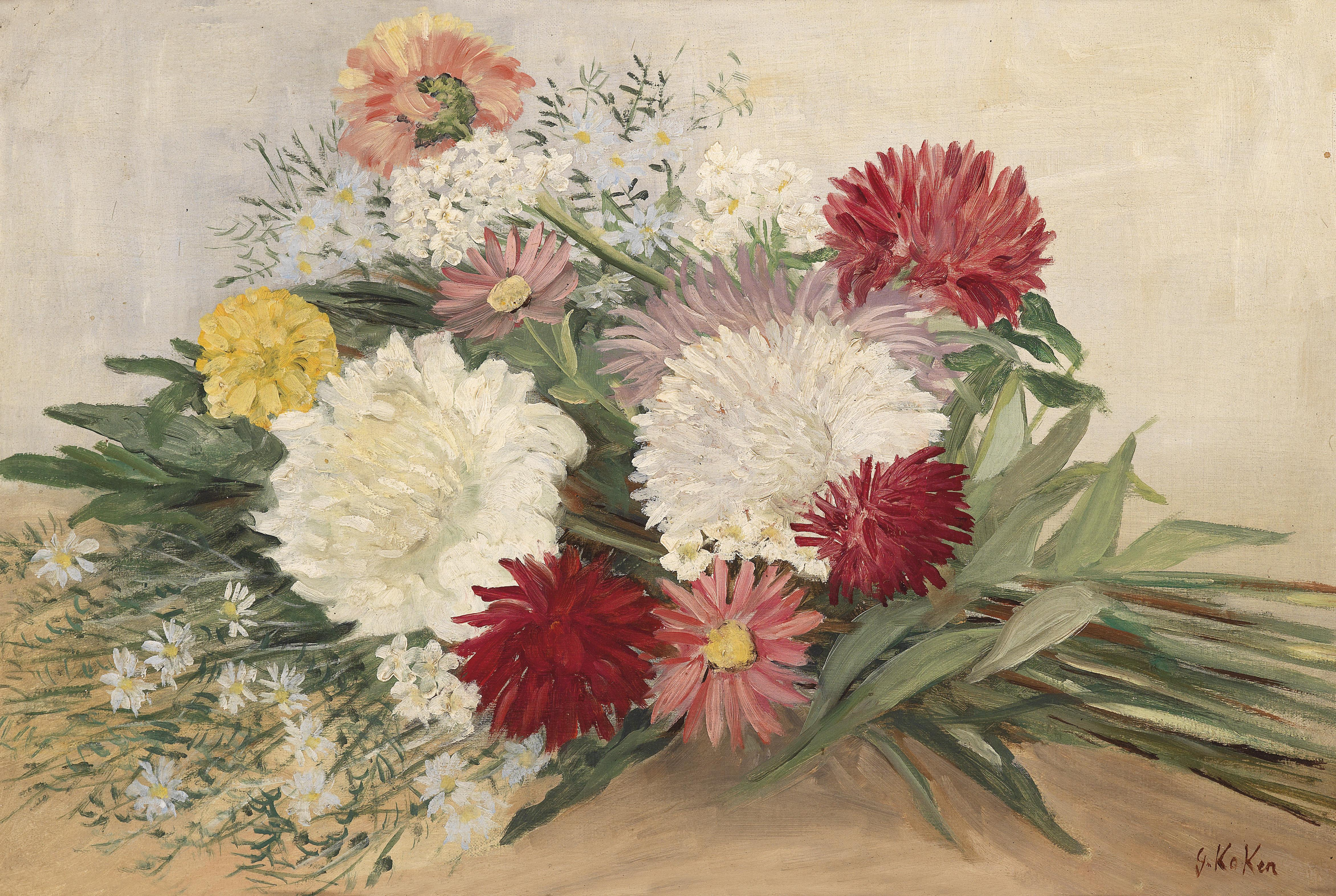
Chrysanthèmes

En 1878, Gustav Koken revient dans sa ville natale de Hanovre, où il devint membre de l'Association des artistes de Hanovre. Koken participe également participé à la création de la Leibnizhaus (de) en tant que musée d'art. Afin de développer de nouveaux motifs, Koken voyage beaucoup. Il peint dans l'Emsland, autour d'Oldenbourg, dans la forêt de Teutberg, la lande de Lunebourg près de Bispingen et dans le Südheide près de Hermannsburg. Koken est sans doute le premier artiste à peindre les fosses de kieselguhr dans la région de Südheide. En plus de la peinture de paysage, l'un de ses principaux centres d'intérêt est le portrait.
On propose à Koken un poste de professeur à l'académie des arts de Königsberg. Mais il refuse parce qu'il ne veut pas quitter sa région natale. Il fonde une école de peinture privée à Hanovre.
Koken est ami avec le chanteur d'opéra Georg Nollet (de), pour qui il décore la dite Salle Nollet dans sa maison, en compagnie des artistes Hermann Schaper, Oscar Wichtendahl (de) et Ernst Jordan (de). L'hôtel Mercure d'aujourd'hui utilise la salle en face du nouvel hôtel de ville d'Hanovre (de), notamment pour des fêtes.
Un mois avant son 60e anniversaire, Koken meurt subitement d'une crise cardiaque. L'année de sa mort, une exposition sur l'héritage artistique du peintre a lieu.